# أندي بيل (لاعب كرة قدم)
أندي بيل (بالإنجليزية: Andy Bell)‏ (6 مايو 1956 في المملكة المتحدة - ) هو لاعب كرة قدم بريطاني في مركز الهجوم. لعب مع نادي إكزتر سيتي ويوفل تاون ونادي ويموث وPaulton Rovers F.C. ‏ ونادي تاونتون تاون ‏.